# بثپیج (نیویورک)
بثپیج (به انگلیسی: Bethpage) یک منطقهٔ مسکونی در ایالات متحده آمریکا است که در Oyster Bay واقع شده‌است. بثپیج ۹٫۴ کیلومتر مربع مساحت و ۱۶٬۴۲۹ نفر جمعیت دارد و ۳۲ متر بالاتر از سطح دریا واقع شده‌است.